# Philipp Wilhelm Gercken
Philipp Wilhelm Gercken (* 5. Januar 1722 in Salzwedel; † 26. Juni 1791 in Worms) war ein deutscher Historiker und Heraldiker.

## Leben
Der Sohn des Kaufmanns Georg Gercken wurde bereits im Alter von vier Jahren Vollwaise und wuchs bei Verwandten auf. Nachdem er Privatunterricht hatte, besuchte er ab 1738 die Schule in der Altstadt Salzwedel. Schon bald ging es an das Gymnasium nach Lüneburg. Dort nahm er erste Archivstudien vor, die fortan sein Leben bestimmten. Ab 1741 studierte er an der Universität Halle Rechtswissenschaften und Geschichte, 1743 wechselte er an die Universität Leipzig. 1745 ließ er sich auf dem Gut Wollenrade bei Osterburg nieder, 1761 siedelte er auf die Burg Salzwedel über.
Gercken widmete sich vor allem der Erforschung der Geschichte der Mark Brandenburg.

## Schriften (Auswahl)
- Ausführliche Stifts-Historie von Brandenburg. Nebst einem Codice Diplomatico aus dem Brandenburgischen Stifts-Archiv. Braunschweig 1766 (als E-Book [Faksimile vom Original] Verlag Becker, Potsdam 2009, ISBN 978-3-941919-28-0).
- Diplomataria Veteris Marchiae Brandenburgensis, Aus den Archiven gesammelt und herausgegeben, 2 Bände, Salzwedel 1765/67, Online=Digitalisat, Online=Digitalisat
- Codex diplomaticus Brandenburgensis, 8 Teile, (Salzwedel 1769, 1770, 1771, 1772, Stendal 1775, 1778, 1782, 1785)
- Gründliche Nachricht von den Herzogen von Pommern Danziger Linie: Worinn zugleich die Nachrichten der Polnischen Schriftsteller von dieser Materie geprüft werden. Decker, Berlin 1774  (Google Books).
- Anmerkungen über die Siegel zum Nutzen der Diplomatik. Erster Theil, Augsburg 1781 (Enthält: 1. Anmerkungen über die Siegel der Fürstlichen und Gräflichen Damen und überhaupt der Frauenzimmer vom Stande., 2. Versuch einer kritischen Untersuchung über die Beyzeichen der Wappen ... und derselben Bedeutung etc., 3. Untersuchung der Frage, ob die Prinzen und Grafen bey Lebzeiten und Regierung des Vaters kein Recht gehabt ein eigen Siegel zu führen ...) (Nachdruck Karl R. Pawlas, Handbuch der Sphragistik, Reihe C, Band 2, Schloß Burgpreppach 1964)
- Anmerkungen über die Siegel zum Nutzen der Diplomatik. Zweiter Theil, Stendal 1786 (Enthält: 1. Kritische Untersuchung über die Siegel der ersten sechs deutschen Könige und Kaiser, Ludewig des Kindes, Conrads I., Heinrichs I., und der drey Ottonen., 2. Anmerkungen über die goldnen und bleiernen Bullen dieser ersten sechs deutschen Könige und Kaiser., 3. Ausführliche Nachricht von den Sigillis pedestribus, worin zugleich erwiesen ist, daß sie an Ansehn, Würde und Bedeutung den Sigillis equestribus völlig gleich sind., 4. Kritische Untersuchung der Siegel des Herzogs Heinrichs des Löwen, wobey zugleich auch der Zeitpunkt untersucht wird, wo die weltlichen Fürsten anfangen, würkliche Wappenbilder auf ihren Siegeln zu führen., 5. Vorläufige Anmerkungen über Sättel, Brustriemen, Steigbügel, Zügel und herabhangende Pferdedecken auf Siegeln.) (Nachdruck Karl R. Pawlas, Handbuch der Sphragistik, Reihe C, Band 3, Schloß Burgpreppach 1964)
- Reisen durch Schwaben, Baiern, die angränzende Schweiz, Franken, die rheinische Provinzen &c. in den Jahren 1779 bis 1782 nebst Nachrichten von Bibliotheken, Handschriften, Archiven &c., Röm. Alterthümer, polit. Verfassung, Landwirthschaft und Landesproducten, Sitten, Kleidertrachten, &c. 4 Bände. Stendal 1783–1788. Digitalisat Band I (MDZ)(Auszug aus Band 3 Reisen durch die rheinischen Provinzen hrsg. von Norbert Flörken[2])